# Zákány Antal
Zákány Antal (eredeti nevén Zvertyel Antal) (Bócsa, 1918. szeptember 8. – Szabadka, 1987. február 28.) délvidéki költő, publicista.

## Élete
Bár Bócsán született, egyéves korától Szabadkán élt. Négy elemit végzett; volt többek közt cukrászinas, fémfestőinas, húsgyári munkás, kőműves, pályamunkás. 1938 óta írt verseket. 1945 után a szabadkai városi könyvtárban dolgozott. Először a Téglák, barázdák c. antológiában jelent meg költeménye. 1959-től 1978-ig a Magyar Szó munkatársa volt.
Hosszú küzdelem után tüdőrákban hunyt el.
Lánya, Éva így emlékezett vissza rá:
"Aranyszíve volt. Imádott mindenkit, és mindenki imádta őt. Mindig az igazságot írta le az ő általa írt cikkekben. Sosem hazudott, pedig megtehette volna, hogy több pénzhez jussunk! De ő a becsületességet választotta az újságírói pályáján. Mindig kalapban járt, és olyan jól állt neki. Nagyon szerettük"

## Művei
- Fönt és alant. Versek; bev. Sulhof József; Testvériség-Egység, Újvidék, 1954
- Napfény a sárban (versek). Újvidék, 1959
- Varázslat (versek). Újvidék, 1961
- Földinduláskor (versek). Újvidék, 1965
- A vas nem kenyér (versek). Újvidék, 1974
- Közel a nap arcához. Összegyűjtött versek; utószó Juhász Géza; Fórum, Újvidék, 1978

## Lírája
Költészetének gyakori témája gyerekkora, ifjúsága boldogtalansága. A korabeli kritikák kiemelik komor, pesszimista hangulatát.

## Díjai
- Üzenet-díj (1985)